# عمر مسعد
عمر مسعد (مواليد 17 مارس 1988 في القاهرة) هو لاعب اسكواش مصري محترف. وصل في يونيو 2016 إلى المركز الثالث على الحلبة الدولية كأفضل ترتيب له.

## روابط خارجية
- عمر مسعد على موقع الاتحاد الدولي لمحترفي الاسكواش (مؤرشف) (الإنجليزية)
- عمر مسعد على موقع SquashInfo.com (الإنجليزية)